# Slawortelboorder
De slawortelboorder (Pharmacis lupulina, voorheen Korscheltellus lupulinus/a en Hepialus lupulinus/a) is een nachtvlinder uit de familie Hepialidae (wortelboorders). De vlinder heeft een voorvleugellengte van 11 tot 16 millimeter voor de mannetjes en 15 tot 20 mm voor de vrouwtjes. De vrouwtjes zijn meestal grijsgekleurd met weinig contrast. De soort overwintert meerdere malen als rups.

## Waardplanten
De slawortelboorder heeft allerlei grassen en andere kruidachtige planten als waardplanten. Soms ontwikkelt de slawortelboorder zich voor de landbouw tot plaag.

## Voorkomen in Nederland en België
De slawortelboorder is in Nederland en België een niet zo gewone soort. In Nederland wordt de slawortelboorder met name in het westen en midden gezien. De vliegtijd is van halverwege mei tot eind juni.